# Anisonyx smaragdinus
Anisonyx smaragdinus är en skalbaggsart som beskrevs av Louis Albert Péringuey 1902. Anisonyx smaragdinus ingår i släktet Anisonyx och familjen Melolonthidae. Inga underarter finns listade i Catalogue of Life.